# Malacosoma luteus
Espèce
L’espèce Malacosoma luteus est un insecte lépidoptère (papillon) appartenant à la famille des Lasiocampidae et au genre Malacosoma.
- Répartition : Algérie.
- Envergure du mâle : de 10 à 12 mm.
- Période de vol : de mai à juillet.
- Habitat : steppes et dunes.
- Plantes-hôtes : les larves sont polyphages.

## Source
- P.C. Rougeot, P. Viette, Guide des papillons nocturnes d'Europe et d'Afrique du Nord, Delachaux et Niestlé, Lausanne 1978.